# مدل‌سازی معادلات ساختاری
در مطالعات حوزهٔ علوم انسانی و اجتماعی، تجزیه و تحلیل داده‌های پژوهش طبق فرایندی با قالب کلی مشخص و یکسان صورت می‌پذیرد که مرتبط با آن روش‌های تحلیل آماری متعددی تا به حال معرفی شده‌است. در این میان، مدل‌سازی معادلات ساختاری که در اواخر دهه شصت میلادی معرفی شد، ابزاری در دست محققین جهت بررسی ارتباطات میان چندین متغیر در یک مدل فراهم می‌ساخت. قدرت این تکنیک در توسعه نظریه‌ها باعث کاربرد وسیع آن در علوم مختلف از قبیل بازاریابی، مدیریت منابع انسانی، مدیریت استراتژیک و سیستم‌های اطلاعاتی شده‌است. یکی از مهمترین دلایل استفاده زیاد پژوهشگران از SEM، قابلیت آزمودن تئوری‌ها در قالب معادلات میان متغیرهاست. دلیل دیگر لحاظ نمودن خطای اندازه‌گیری توسط این روش است که به محقق اجازه می‌دهد تا تجزیه و تحلیل داده‌های خود را با احتساب خطای اندازه‌گیری گزارش دهد.
مدل‌های مرسوم در مدل‌سازی معادلات ساختاری (SEM) در واقع متشکل از دو بخش هستند. مدل اندازه‌گیری که چگونگی توضیح و تبیین متغیرهای پنهان توسط متغیرهای آشکار (سوالات) مربوطه را بررسی می‌نماید و مدل ساختاری که نشان می‌دهد چگونه متغیرهای پنهان در پیوند با یکدیگر قرار گرفته‌اند.
استفاده از مدل‌سازی معادلات ساختاری مزایای زیادی دارد که پنج عدد از مهمترین آن‌ها عبارتند از:
الف) تخمین روابط چندگانه
ب) قابلیت سنجش متغیرهای پنهان (مفاهیم مشاهده نشده)
ج) محاسبه خطای اندازه‌گیری
د) قابلیت بررسی تأثیر هم خطی
ه) آزمون روابط جعلی و غیرواقعی